# Пирвели-Обча
Пирвели-Обча (груз. პირველი ობჩა) — село в Грузии, в муниципалитете Багдати в крае Имеретия.

## География
Пирвели-Обча расположена на правом берегу реки Ханисскали, в северных предгорьях водораздела рек Квирила и Сакраула, на берегах реки Лухута (левый приток реки Квирила). Высота над уровнем моря — 240 метров. Находится в 8 километрах от Багдати.

## Население
По данным на 2014 год в селе проживало 1389 человек.

### Демография
| Год переписи | Население | Мужчины | Женщины |
| ------------ | --------- | ------- | ------- |
| 2002         | 1960      | 964     | 996     |
| 2014         | 1389      | 682     | 707     |